# Nornik bury
Nornik bury (Microtus agrestis) – gatunek ssaka z podrodziny karczowników (Arvicolinae) w obrębie rodziny chomikowatych (Cricetidae).

## Zasięg występowania
Nornik bury występuje w zachodniej, środkowej i północnej Europie i północnej Azji, od Wysp Brytyjskich i przez środkową i wschodnią Europę (włącznie z Kotliną Panońską) i Fennoskandię po Syberię aż do rzeki Lena, od południa do północno-wschodniego Kazachstanu, północnej Mongolii i skrajnie północno-zachodniej Chińskiej Republiki Ludowej (góry Ałtaj i Barluk w Sinciang).

## Taksonomia
Gatunek po raz pierwszy zgodnie z zasadami nazewnictwa binominalnego opisał w 1761 roku szwedzki przyrodnik Karol Linneusz nadając mu nazwę Mus agrestis. Holotyp pochodził z Uppsali, w Szwecji.
M. agrestis należy do podrodzaju Agricola. W większości rekonstrukcji filogenetycznych podrodzaj Agricola okazał się taksonem siostrzanym w stosunku do podrodzaju Blanfordimys. M. agrestis we wcześniejszych ujęciach systematycznych obejmował taksony lavernedii i rozianus jako podgatunki, ale analizy wykazały dwie głęboko rozbieżne linie filogenetyczne co skutkowało uznaniem ich za odrębne gatunki. Autorzy Illustrated Checklist of the Mammals of the World uznają ten takson za gatunek monotypowy.

### Etymologia
- Microtus: gr. μικρος mikros „mały”; ους ous, ωτος ōtos „ucho”[37].
- agrestis: łac. agrestis „polny, wiejski”, od ager, agri „pole”[38].

## Morfologia
Długość ciała (bez ogona) 92–132 mm, długość ogona 30–53 mm; masa ciała 22–72,5 g (samice średnio 32,6 g, samce średnio 35,4 g). Zwierzę średniej wielkości, o wydłużonym ciele i krótkim, słabo owłosionym ogonie, pokrytym pierścieniowatymi łuskami. Oczy duże, pysk lekko zaostrzony z wąsami, uszy niewielkie szerokie, zaokrąglone, cienkie. Nozdrza różowawe, nieowłosione. Charakteryzuje się szarobrunatnym ubarwieniem sierści futerka grzbietowej strony ciała. Brzuszna strona ciała jest szara. Siekacze mają kształt dłutowaty, ciągle rosną, a ostrość zachowują dzięki temu, że szkliwo znajduje się jedynie na przedniej ich powierzchni. Zęby trzonowe o niskich koronach, z trzema rzędami guzków. Buduje system nor tuż pod powierzchnią ziemi lub w gęstym runie, w których gromadzi zapasy pożywienia i żyje. Nie zapadają w sen zimowy. Żyje pojedynczo, w grupach rodzinnych lub koloniach.

## Ekologia
BiotopZamieszkuje tereny wilgotne porośnięte gęstą roślinnością. Ulubionym jego środowiskiem są obrzeża lasów, leśne polanki, zręby porośnięte wysoką trawą, zadrzewienia śródpolne, a także bagna, mokradła, torfowiska. Jest mniej wilgociolubny w porównaniu z podobnym nornikiem północnym. W latach licznego występowania staje się plagą upraw roślinnych, wyrządzając znaczne szkody.
Tryb życiaProwadzi zmierzchowo–nocny tryb życia, ale wychodzi również za dnia w poszukiwaniu pokarmu. Należy do gatunku osiadłego. Całe systemy korytarzy z kryjówkami wykonuje zwykle w darni lub tuż pod powierzchnią ziemi w bezpośredniej bliskości żerowisk, co zapewnia im możliwość szybkiego schronienia się w razie zagrożenia. Rzadko przebywa w miejscach odsłoniętych. Jest ssakiem płochliwym.
Pożywieniejak większość nornikowatych żywi się pokarmem mieszanym. Pożywienie nornika burego stanowi w głównej mierze pokarm roślinny – korzenie, kłącza, trawy, zioła, nasiona, warzywa uprawne, owoce, kora, młode pędy.
RozródPoród i rozwój młodych jest ściśle związany z okresem największej dostępności pożywienia. Nornik buduje gniazda z mchu i traw w zaroślach. Tam przychodzą na świat ślepe i nieowłosione młode. Jest ich od 4 do 7 sztuk. Szybko rosną. Po około dwóch tygodniach otwierają oczy, z matką pozostają przez trzy tygodnie, odżywiając się mlekiem po tym okresie młode opuszczają gniazdo. Młode pełną dojrzałość płciową uzyskują w wieku 8-9 tygodni. Nornik w ciągu jednego roku może wyprowadzić 4 mioty, co daje przeciętnie 20 młodych rocznie. Samice mają zdolność wchłonięcia zarodków w trakcie ciąży.
WrogowieSowy, lisy, kuny, wydry europejskie, tchórze zwyczajne, myszołowy zwyczajne, żmije zygzakowate.